# 伊瓦什基夫卡 (沃倫斯基新城區)
50°33′34″N 27°41′50″E / 50.55944°N 27.69722°E
伊瓦什基夫卡（烏克蘭語：Івашківка），是烏克蘭北部的村莊，隸屬日托米爾州的茲維亞赫爾區。該村始建於1653年，面積1.24平方公里，海拔高度204米，2001年人口493，人口密度每平方公里397.26人。